# 장 리샤르
장 리샤르(프랑스어: Jean Richard, 1921년 4월 18일 ~ 2001년 12월 12일)는 프랑스의 배우이다.

## 영화
- 세상에서 가장 오래된 직업 (1967, Le Plus Vieux Métier du monde)
- 신사적인 잔치 (1965년)
- 단추 전쟁 (1962, La Guerre des boutons)
- 엘레나와 남자들 (1956년)
- 에스칼리에 드 세르비스 (1954년)